# هورن (آلمان)

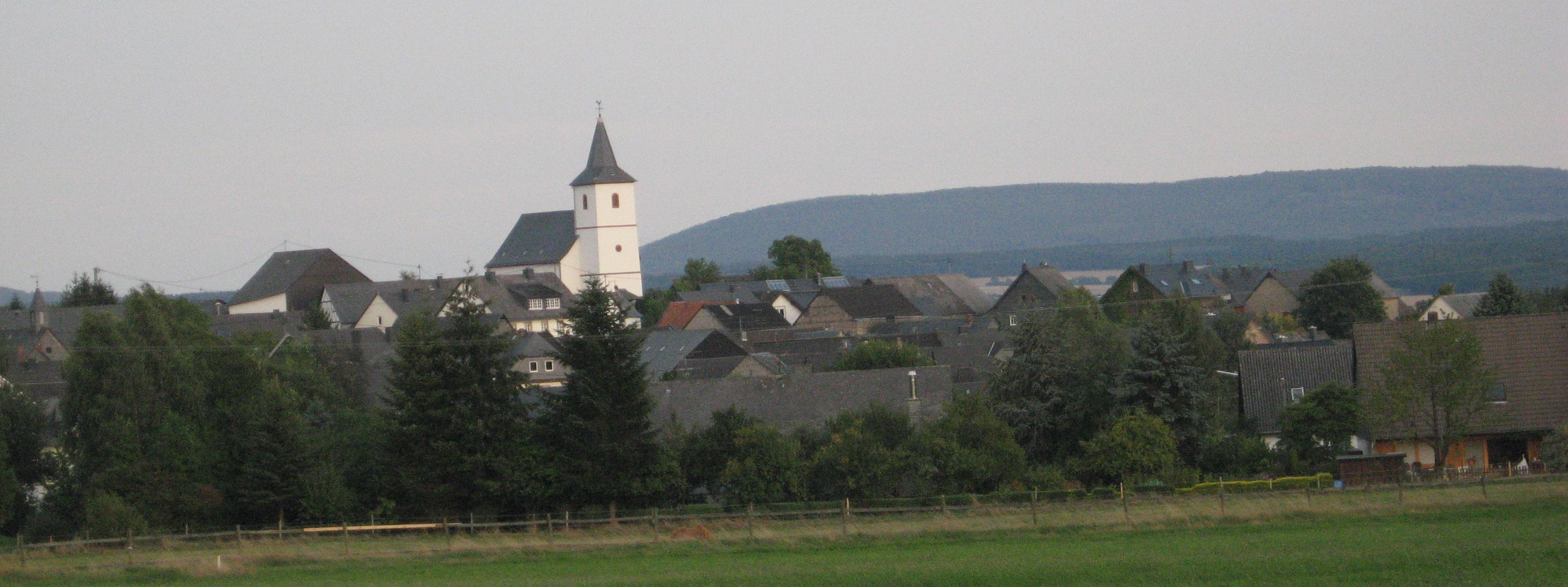
هورن شهری در آلمان

هورن (به آلمانی: Horn) یک شهر در آلمان است که در راین-هونسروک واقع شده‌است. هورن ۳۶۴ نفر جمعیت دارد.